# Ръжица
Ръ̀жица е село в Югоизточна България, община Руен, област Бургас.

## География
Село Ръжица се намира на около 9 km на изток-югоизток от общинския център село Руен и около 31 km на север от областния център град Бургас.
Селото е разположено в Източна Стара планина, в северното подножие на Айтоска планина. Северно край него тече Хаджийска река, която се влива в Черно море в района на курорта „Слънчев бряг". Отвъд реката минава третокласният републикански път III-2085, който на запад води през селата Преображенци и Руен към връзка с третокласния републикански път III-208 (Айтос – Провадия), а на изток – през селата Просеник и Горица към връзка северно от село Гюльовца с третокласния републикански път III-906. Общински път от Ръжица води към близката връзка с път III-208 и намиращото се на север село Разбойна.
Язовирът „Ръжица 1/Изток“ е изграден източно от Ръжица на течащата южно покрай селото река Курт дере, която е от пресъхващ тип реки. Язовирът „Ръжица 2/Дермен дере", е изграден на Хаджийска река западно от селото.
Климатът е умереноконтинентален, почвите в землището са главно делувиални и делувиално-ливадни почви. Поминъкът е основно тютюнопроизводство, лозарство, овощарство (ябълки, кайсии), животновъдство.
Минималните надморски височини в ниските северни части на селото са около 95 – 100 m, максималните в по-високите южни части – около 120 – 130 m, а в центъра при сградата на кметството надморската височина е около 117 m.
Населението на село Ръжица към 1934 г. наброява 1033 души, а към 2018 г. – 1167 души.
При преброяването на населението към 1 февруари 2011 г., от обща численост 1150 лица, за 26 лица е посочена принадлежност към „българска“ етническа група, за 181 – към „турска“, за 5 – към ромска, за 4 – не се самоопределят и за 934 не е даден отговор.

## История
След края на Руско-турската война 1877 – 1878 г., по Берлинския договор селото остава на територията на Източна Румелия. От 1885 г. – след Съединението, то се намира в България с името Чавдарлък. Преименувано е на Ръжица през 1934 г.
На 200 m северозападно от Pъжица, на левия бряг на Хаджийска река, има селищна могила; открити са каменни сечива и керамика от неолита и халколита. Сведения за селото под името Чавдар има в турски регистри от 1676 г.
Първото училище в Ръжица е от 1906 г., училищната сграда е построена през 1912 г. Читалище „Пробуда" е основано през 1937 г.

## Население

### Етнически състав
Преброяване на населението през 2011 г.
Численост и дял на етническите групи според преброяването на населението през 2011 г.:
|                     | Численост |
| Общо                | 1150      |
| Българи             | 26        |
| Турци               | 181       |
| Цигани              | 5         |
| Други               | -         |
| Не се самоопределят | 4         |
| Неотговорили        | 934       |

## Религии
Религията, изповядвана в село Ръжица, е ислям.

## Обществени институции
Село Ръжица към 2020 г. е център на кметство Ръжица.
В село Ръжица към 2020 г. има:
- общинско основно училище „Иван Вазов“;[11]
- действащо читалище „Пробуда – 1937 г.“;[12][13]
- целодневна детска градина;[14]
- постоянно действаща джамия;[15]
- пощенска станция.[16]

## Културни и природни забележителности
В селото има паметник на загиналите във въоръжената антифашистка борба 1941 – 1944 г. и в така наричаната Отечествена война на България 1944 – 1945 г.